# برج سی‌ان
برج سی ان (به انگلیسی: CN Tower) سومین برج بلند جهان و بلندترین ساختمان قاره آمریکا است. ارتفاع این برج ۵۵۳.۳ متر است.
این برج در شهر تورنتو در کانادا قرار دارد و سالانه حدود دو میلیون نفر توریست را به خود جذب می‌کند.
این برج در سال ۱۹۷۶ به روی مردم گشوده شد. کل پروژه در حدود ۲۶۰ میلیون دلار (به ارزش سال ۲۰۰۵) هزینه دربرداشت.
این برج یکی از نمادهای شهر تورنتو است.این برج از نگاه انجمن مهندسان عمران آمریکا جزو عجایب هفتگانه مدرن جهان است.

## نگارخانه

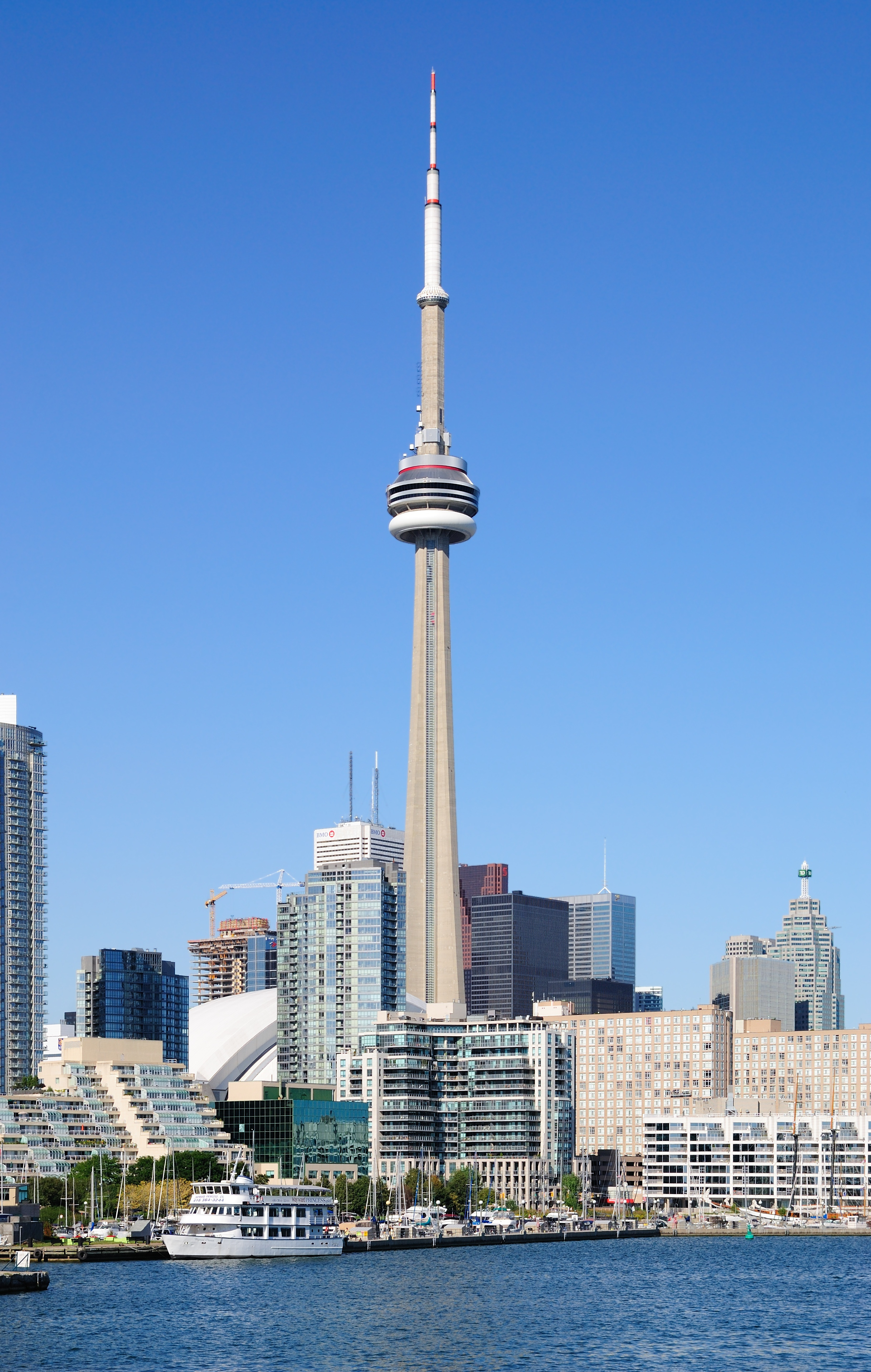
نمایی از برج
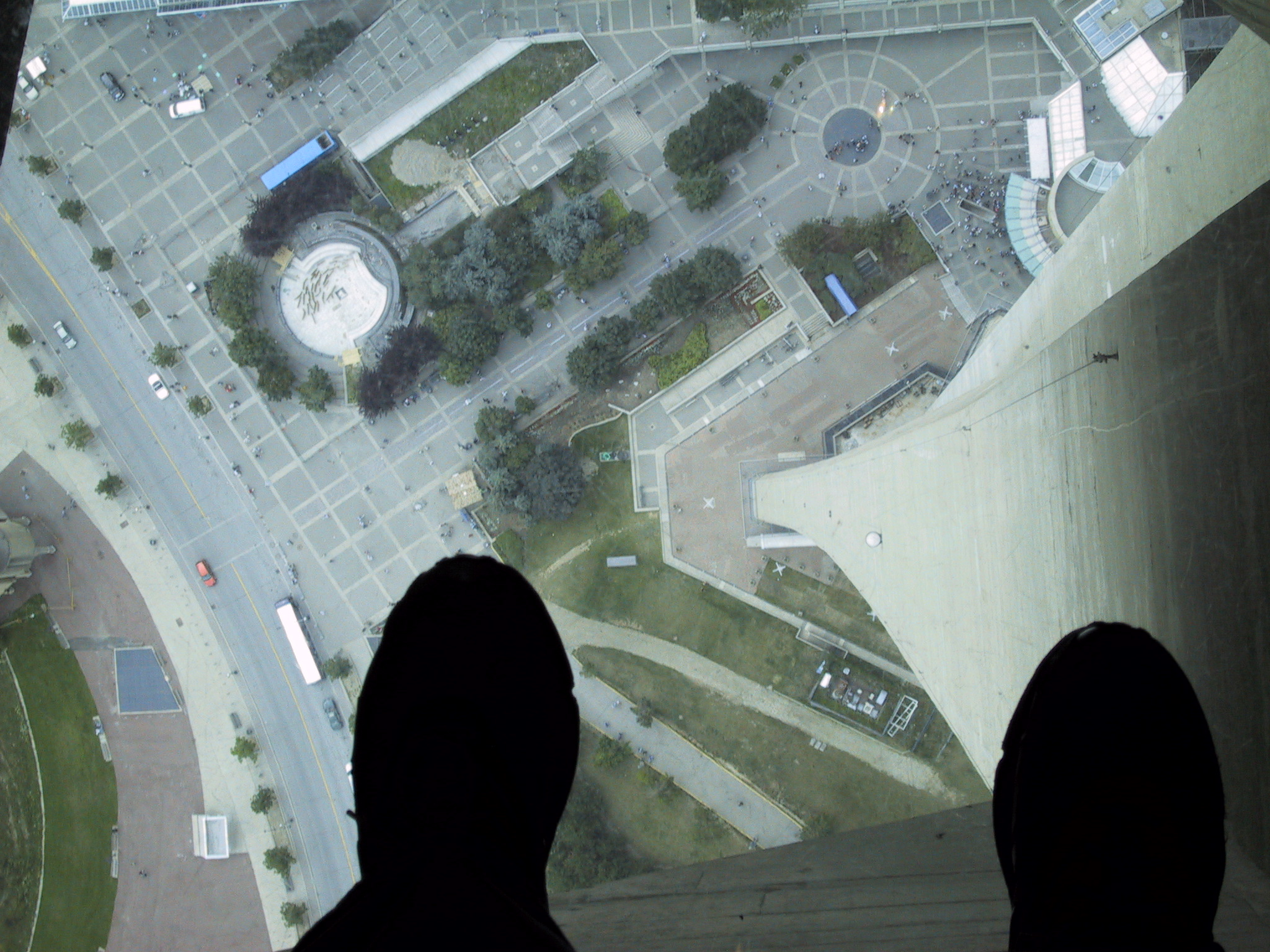
نمایی از درون طبقه شیشه‌ای
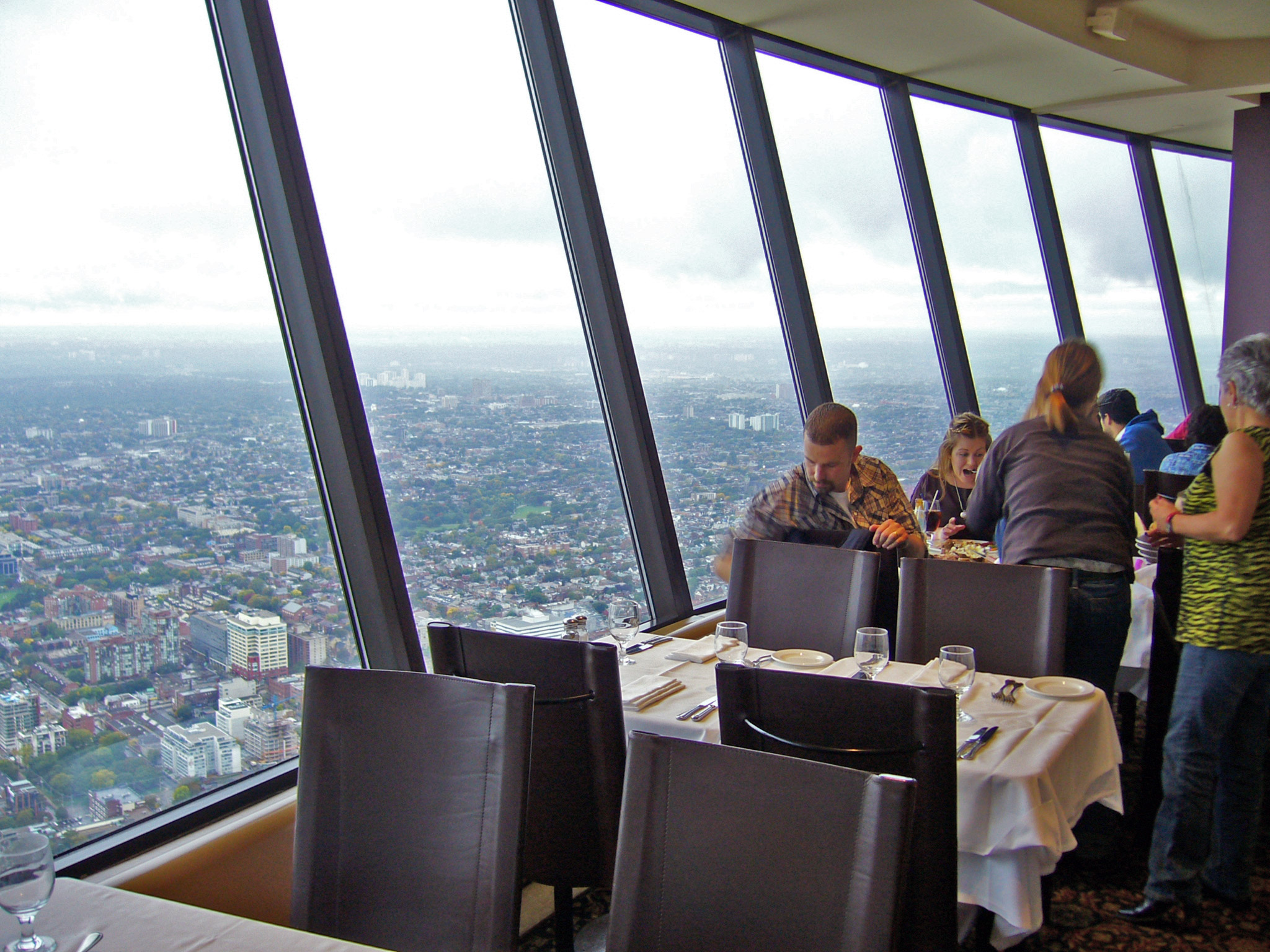
نمایی از رستوران شیشه‌ای ۳۶۰
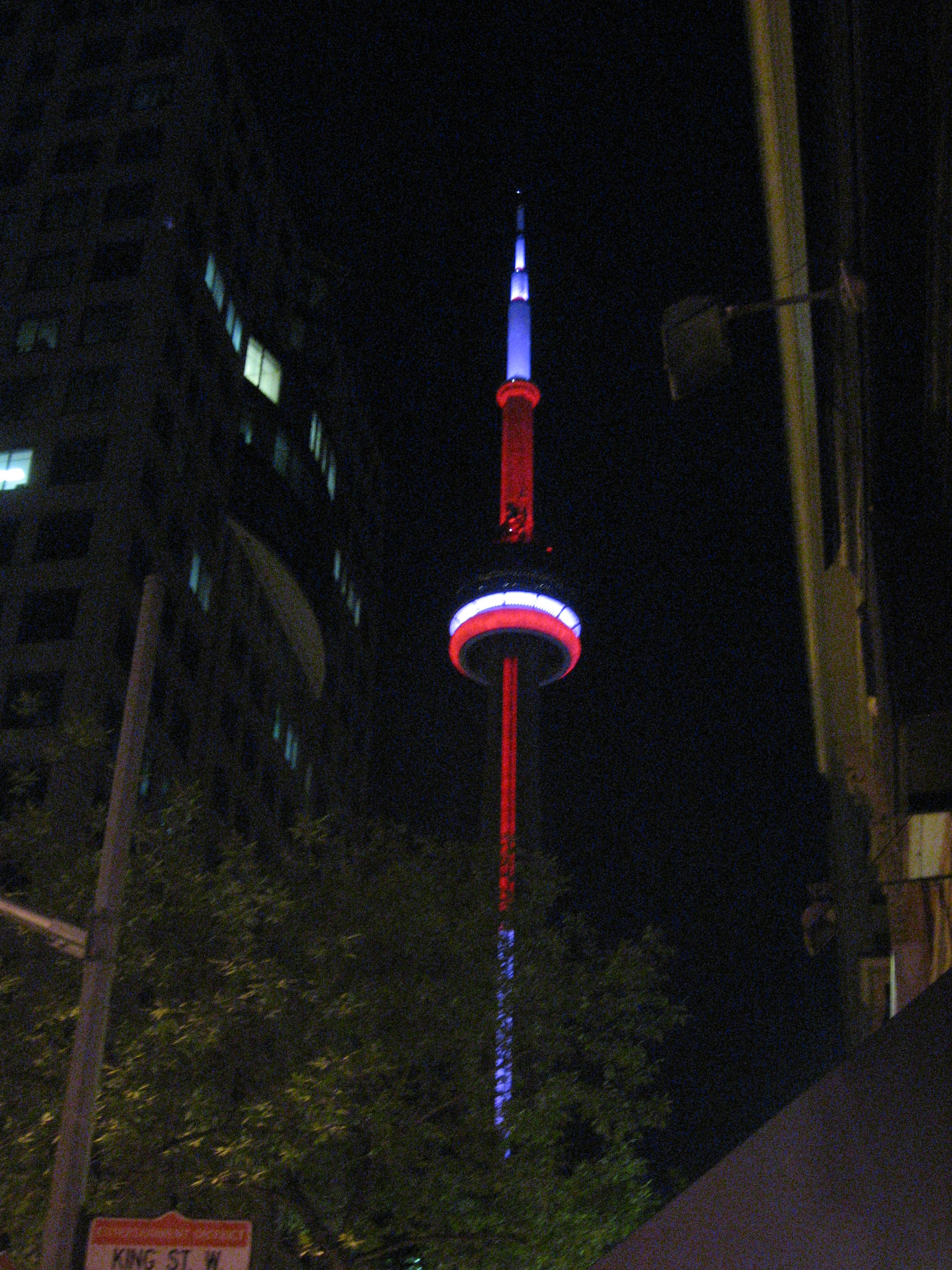
نمایی از برج در شب
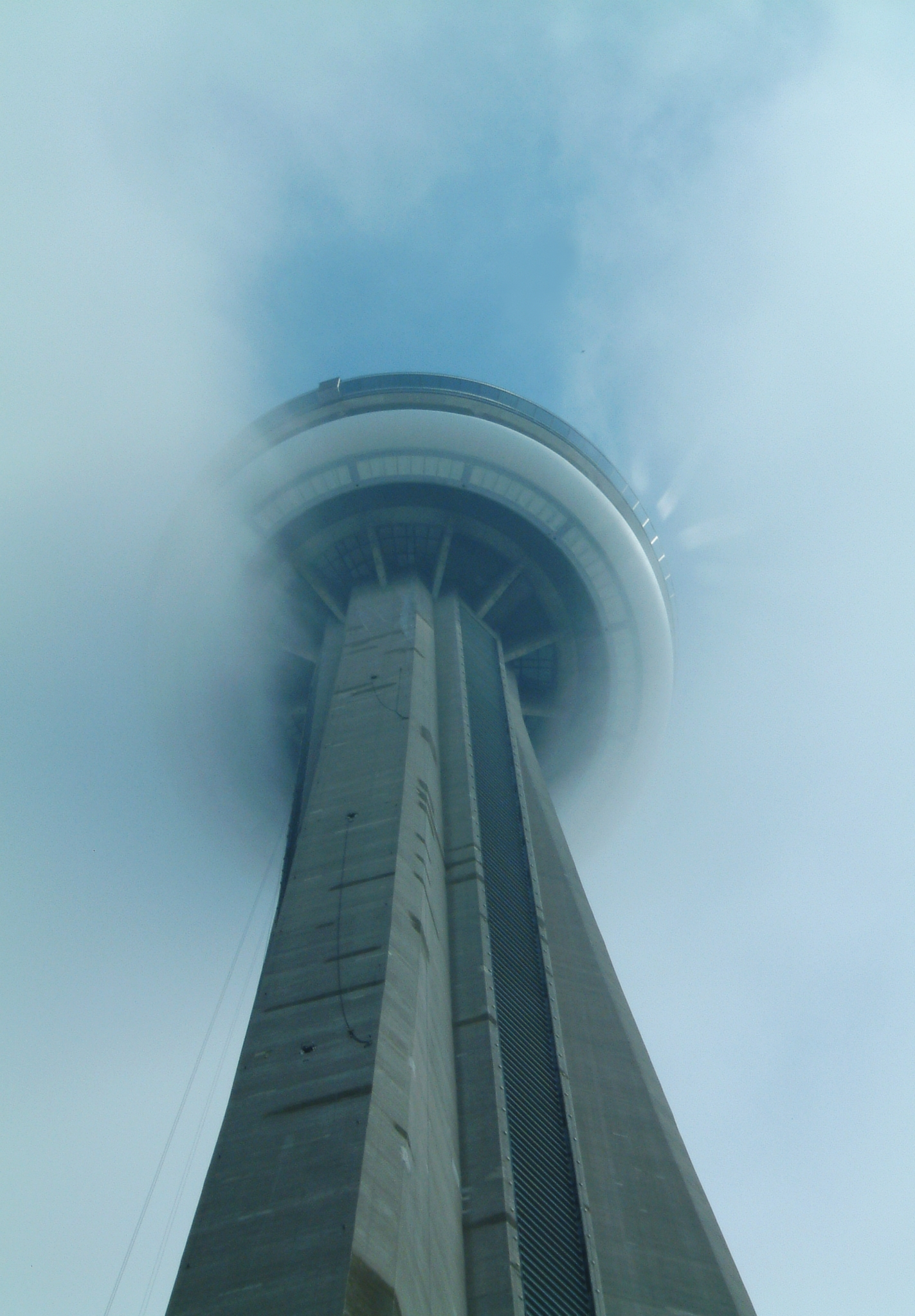
نمایی از برج در مه